# Arco Metropolitano da Grande João Pessoa

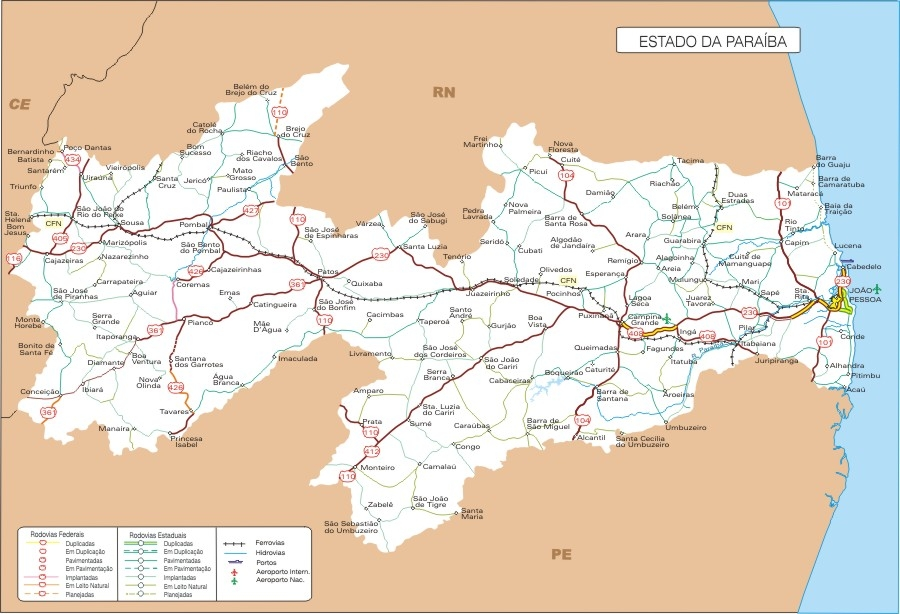
Mapa Rodoviário da Paraíba

A PB-016 ou Arco Metropolitano de João Pessoa é uma rodovia brasileira do estado da Paraíba. A rodovia liga a BR-230 à BR-101,pelo distrito de Cicerolândia, zona rural da cidade de Santa Rita. Atualmente a PB-016 é pavimentada apenas da BR-230 ao distrito de Odilândia. A previsão inicial para a pavimentação do restante do Arco Metropolitano, como é mais conhecida, era para ser iniciada em março de 2018.

A rodovia é citada no Plano de Governo do então candidato João Azevedo. "Implantar o ARCO METROPOLITANO, que consiste na restauração e adequação da rodovia PB-016, no segmento entre a BR-230 e Odilândia, em seguida implantar e pavimentar o trecho restante até a BR-101 com chegada na interseção para o Conde"é o que diz o primeiro paragrafo da página 42 do Plano de Governo de João Azevedo para seu mandato de 2019-2022. 

## Projeto
O arco consiste em uma ligação de aproximadamente 20 km, em pista dupla, com a construção de duas pontes - uma sobre o Rio Gramame e outra sobre o Rio Mumbaba, além de um viaduto na interseção com a BR-101. O dirigente do DER afirma que a rodovia será fundamental para reduzir o intenso volume de tráfego nas duas rodovias federais no segmento compreendido entre o Viaduto de Oitizeiro e a saída para Natal e Campina Grande Viaduto de Oitizeiro e a saída para Natal e Campina Grande, nas proximidades do Hospital Dom José Maria Pires, onde ocorre um elevado número de acidentes de trânsito.